# János Graf Esterházy de Galántha
János Graf Esterházy de Galántha (* 21. Mai 1951 in Ering) ist ein deutscher Jurist. Er ist Ehren- und Devotions-Großkreuz-Bailli in Obedienz des Malteserordens. Seit 2014 amtiert er als Rezeptor des Ordens.

## Leben
Nach dem Abitur am Kolleg St. Blasien studierte er an der School of International Management der Golden Gate University (MBA), an der School of Law der University of Virginia (L.L.M.) sowie Jurisprudenz an der Ludwig-Maximilians-Universität München mit abschließender Zulassung als Rechtsanwalt. Von 1994 bis 2003 war der verheiratete Vater von zwei Kindern Mitglied des Verwaltungsrats der AmCham Germany und Gründungsmitglied der Carl Friedrich von Weizsäcker-Gesellschaft. Von 1985 bis 2011 war er in unterschiedlichen Führungspositionen in einem multinationalen Unternehmen und von 2012 Sozius in einer internationalen Rechtsberatungsgesellschaft mit Büros in Deutschland und in der Schweiz tätig.
1983 wurde er in den Malteserorden aufgenommen und 2014 Obedienzritter. Von 1997 bis 2000 arbeitete er im Ersten Hilfekorps der deutschen Assoziation (Malteser Hilfsdienst – MHD) sowie von 2009 bis 2011 in der Rechnungskammer mit. Von 2011 bis 2014 war er Generalsekretär des Gemeinsamen Schatzamtes und seit 2011 Beauftragter der italienischen Assoziation. Vom Generalkapitel des Malteserordens wurde er 2014 in das Amt des Rezeptors des Gemeinsamen Schatzamtes gewählt.